# Écozone paléarctique : plantes à graines par nom scientifique (D)

## Da

### Dab
- Daboecia
  - Daboecia cantabrica

### Dac
- Dactylis - fam. Graminées ou Poacées
  - Dactylis glomerata - Dactyle pelotonné

- Dactylorhiza - fam. Orchidaceae
  - Dactylorhiza fuchsii - Orchis de Fuchs
  - Dactylorhiza majalis - Dactylorhize de mai
  - Dactylorhiza maculata
    - Dactylorhiza maculata subsp. maculata - Orchis tacheté

  - Dactylorhiza occitanica - Dactylorhiza d'Occitanie
  - Dactylorhiza praetermissa - Orchis négligé
  - Dactylorhiza sambucina - Orchis sureau

### Dah
- Dahlia
  - Dahlia arborea
  - Dahlia variabilis

- Dahlstedtia

### Dal
- Dalbergia
- Dalidarba
  - Dalidarba repens - Dalidarbe rampante

### Dan
- Danae
  - Danae racemosa

- Danthonia
  - Danthonia allenii - Danthonie d'Allen
  - Danthonia compressa - Danthonie comprimée
  - Danthonia intermedia - Danthonie intermédiaire
  - Danthonia spicata - Danthonie à épi

### Dap
- Daphne - fam. Thyméléacées
  - Daphne cneorum - Daphné camélé
  - Daphne gnidium - Daphné garou ou garou
  - Daphne laureola - Lauréole ou Daphné à feuilles de laurier
  - Daphne mezereum - Bois joli
  - Daphne odora - Daphné odorant

### Das
- Dasylirion
  - Dasylirion glaucophyllum

### Dat
- Datura - fam. Solanacées
  - Datura fastuosa Violacea - Datura à fleurs violettes
  - Datura stramonium - Datura stramoine ou « Pomme épineuse » ou « Herbe du diable »
  - Datura suaveolens ou Datura arborea ou Datura mollis ou Brugmansia versicolor - Datura rose ou « Datura de Madère » ou « Arbre datura »

### Dau
- Daucus - fam. Ombellifères
  - Daucus carota - Carotte

### Dav
- Davidia
  - Davidia involucrata

## De

### Dec
- Decaisnea
  - Decaisnea fargesii

### Deg
- Deguelia

### Dei
- Deinanthe - Hydrangeacées
  - Deinanthe caerulea - Deinanthe
  - Deinanthe bifida

### Del
- Delonix

- Delphinium - Renonculacées
  - Delphinium ajacis - Pied d'alouette des jardins
  - Delphinium consolida - Pied d'alouette des blés
  - Delphinium fissum - Dauphinelle fendue
  - Delphinium grandiflorum - Pied d'alouette de Chine
  - Delphinium hybride - Pied d'alouette vivaces hybrides
  - Delphinium pacific - Pied d'alouette Pacific

### Den
- Dendrathema - fam. Astéracées
  - Dendrathema grandiflora ou Chrysanthenum morifolium - Chrysanthème à grandes fleurs

- Dendrobium - fam. Orchidacées
  - Dendrobium cultivars - Dendrobe
  - Dendrobium kingianum
  - Dendrobium moshatum
  - Dendrobium pierardii
  - Dendrobium speciosum

- Dendrocalamus

- Dennstaedtia - fam. Dennstaedtiacées
  - Dennstaedtia bernhardi - Dennstaedtia de Bernhard
  - Dennstaedtia punctilobula - Dennstaedtia à loules ponctués ou Fougère à odeur de foin

- Dentaria - fam. Brassicacées
  - Dentaria diphylla - Carcajou

### Dep
- Deparia
  - Deparia acrostichoides - Athyrie fausse-thélyptère

### Der
- Derris - fam. Légumineuses

### Des
- Deschampsia - Poacées
  - Deschampsia alpina - Deschampsie alpine
  - Deschampsia atropurpurea - Deschampsie noire-pourprée
  - Deschampsia cespitosa - Deschampsie cespiteuse
  - Deschampsia flexuosa - Deschampsie flexueuse
  - Deschampsia pumila - Deschampsie naine

- Descurainia
  - Descurainia incana
  - Descurainia pinnata

- Desmanthus

- Desmodium - fam. Légumineuses
  - Desmodium canadense - Desmodie du Canada
  - Desmodium glutinosum - Desmodie glutineuse

### Deu
- Deutzia
  - Deutzia floribunda
  - Deutzia gracilis - Deutzie gracile
  - Deutzia lemoinei - Deutzie de Lemoine
  - Deutzia magnifica - Deutzie magnifique
  - Deutzia scabra - Deutzie scabre
  - Deutzia taiwanensis - Deutzie de taïwan

## Di

### Dia
- Dialium

- Dianthus - fam. Caryophyllaceae
  - Dianthus alpinus - Œillet des Alpes
  - Dianthus armeria - Œillet arméria
  - Dianthus barbatus - Œillet de poète
  - Dianthus carthusianorum - Œillet des Chartreux
  - Dianthus caryophillus - Œillet commun
  - Dianthus chinensis - Œillet de Chine
  - Dianthus deltoides - Œillet deltoïde
  - Dianthus hyssopifolius
    - Dianthus hyssopifolius subsp. hyssopifolius - Œillet de Montpellier
    - Dianthus hyssopifolius subsp. gallicus - Œillet de France ou Œillet des dunes

  - Dianthus plumarius - Œillet mignardise

### Dic
- Dicentra - fam. Fumariacées
  - Dicentra cucullaria ou Dicentra à capuchon
  - Dicentra spectabilis ou Dielytra spectabilis - Dicentra Cœur de Marie ou « Cœur de Jeannette »
    - Dicentra spectabilis alba - Dicentra à fleurs blanches

- Dichelyma
  - Dichelyma capillaceum - Dichelyme étroite

- Dicorynia

- Dicranopteris
  - Dicranopteris linearis

- Dicranum
  - Dicranum viride - Dicrane vert

- Dicymbe

### Die
- Diervilla
  - Diervilla lonicera
  - Diervilla × splendens

### Dif
- Diffenbachia - fam. Aroideae
  - Diffenbachia picta

Le DIFFENBACHIA est un membre tropical de la famille des Aracées. C'est une plante de maison ornementale populaire en Nouvelle-Écosse, parce qu'elle tolère un éclairage faible et la chaleur sèche. Comme les autres gouets, le DIFFENBACHIA contient des cristaux d'oxalate. Le fait de manger les feuilles peut causer des brûlures, des enflures et des crises d'étouffements. Heureusement, la manipulation de la plante est tout à fait inoffensive, à moins d'échapper le pot sur votre pied ou sur le chat.

### Dig
- Digitalis - fam. Scrophulariacées
  - Digitalis grandiflora - Digitale à grandes fleurs
  - Digitalis lutea - Digitale jaune
  - Digitalis purpurea - Digitale pourpre ou « Digitale commune »

- Digitaria - fam. Graminées ou Poacées
  - Digitaria ischaemum - Digitaire astringente
  - Digitaria sanguinalis -  Digitaire sanguine

### Dim
- Dimorphandra

- Dimorphotheca - fam. Composées
  - Dimorphotheca aurantica
  - Dimorphotheca ecklonis
  - Dimorphotheca pluvialis - Dimorphotheca pluvial ou « Souci pluvial »
  - Dimorphotheca sinuata

### Din
- Dinizia

### Dio
- Dioclea

- Dioscorea - fam. Dioscoréacées
  - Dioscorea batatas - Igname de Chine

- Diospyros
  - Diospyros kaki
  - Diospyros lotus
  - Diospyros virginiana

### Dip
- Diphysa

- Dipladenia (voir Mandevilla)

- Diplazium
  - Diplazium pycnocarpon - Diplazium à sores denses ou « Athyrium à sores denses »

- Diplotropis

- Dipsacus - Dipsacaceae
  - Dipsacus ferox - Cardère féroce
  - Dipsacus fullonum - Cardère sauvage
  - Dipsacus laciniatus - Cardère laciniée
  - Dipsacus pilosus - Cardère velue
  - Dipsacus sativus - Cardère cultivée ou cardère à foulon
  - Dipsacus ×fallax - Cardère trompeuse

- Dipteryx

- Diptychandra

### Dis
- Distichlis
  - Distichlis spicata

- Discolobium

## Do

### Dod
- Dodecatheon
  - Dodecatheon meadia - Giroselle

### Dol
- Dolichos - fam. Légumineuses
  - Dolichos acinaciformis
  - Dolichos altissimus
  - Dolichos articulatus
  - Dolichos benghalensis
  - Dolichos bicolor
  - Dolichos bulbosus
  - Dolichos coccineus
  - Dolichos coriaceus
  - Dolichos cuneifolius
  - Dolichos emarginatus
  - Dolichos ensiformis
  - Dolichos erosus
  - Dolichos gangeticus
  - Dolichos gladiatus
  - Dolichos hexandra
  - Dolichos incurvus
  - Dolichos japonica ou Pueria hisitus ou Pueria thunbergia
  - Dolichos lablab
  - Dolichos littoralis
  - Dolichos luteolus
  - Dolichos luteus
  - Dolichos maritimus
  - Dolichos miniatus
  - Dolichos minimus
  - Dolichos niloticus
  - Dolichos obcordatus
  - Dolichos obovatus
  - Dolichos obtusifolius
  - Dolichos palmatilobus
  - Dolichos phaseoloides
  - Dolichos pruriens
  - Dolichos pugioniformis
  - Dolichos purpureus
  - Dolichos repens
  - Dolichos roseus
  - Dolichos rotundifolius
  - Dolichos soja
  - Dolichos tetragonolobus
  - Dolichos tuberosus
  - Dolichos urens
  - Dolichos vexillatus
  - Dolichos virgatus

### Dor
- Doronicum - fam. Astéracées
  - Doronicum grandiflorum - Doronic à grandes fleurs
  - Doronicum plantagineum - Doronic plantain

## Dr

### Dra
- Draba
  - Draba glabella
  - Draba ladina (Drave ladine)
  - Draba nivalis

- Dracaena
  - Dracaena deremensis
  - Dracaena sanderiana - Dragonnier du Cameroun

- Dracocephalum
  - Dracocephalum austriacum - Dracocéphale d'Autriche

- Dracunculus
  - Dracunculus serpentaria - Dragonne ou Serpentaire

### Dre
- Drepanocladus
  - Drepanocladus vernicosus - Drépanoclade brillant

- Drepanostachyum - fam. Graminées ou Poacées
  - Drepanostachyum falcatum - Bambou
  - Drepanostachyum hookerianum

### Dro
- Drococephalum - fam. Lamiacées

- Drosera - fam. Droséracées
  - Drosera intermedia - Droséra intermédiaire
  - Drosera longifolia -  Rossolis d'Angleterre
  - Drosera rotundifolia - Droséra à feuilles rondes

### Dry
- Dryas - fam. Rosacée
  - Dryas drummondii - Dryade de Drummond
  - Dryas integrifolia - Dryade à feuilles entières
  - Dryas octopetala - Dryade - Chênette

## Du
- Dubrowska - fam. Graminées ou Poacées - Herbe aromatique de Pologne

### Duc
- Duchesnea - fam. Rosacées
  - Duchesnea indica - Fraisier des Indes, Duchesnée

### Dup
- Dupontia
  - Dupontia fisheri - Dupontia de Fisher

### Dus
- Dussia

Voir aussi Plantes par nom scientifique